# Webster City
Webster City település az Amerikai Egyesült Államok Iowa államában, Hamilton megyében, melynek megyeszékhelye is. Lakosainak száma 7825 fő (2020. április 1.).
Régebben Newcastle volt a neve.

## Népesség
A település népességének változása:

| 2010 | 8 070 |
| 2020 | 7 825 |